# スピード (トランプゲーム)
スピード（Speed）は、2人のプレイヤーが対戦するトランプを用いたカードゲームの一種である。「スピード」という名称の通り、上がりまでの速さが競われる。よってプレイヤーの判断力が重要となり、また対戦相手の場札を考慮したプレイが可能という特徴を持つゲームでもある。

## ルール
まずトランプを同じ色のスート、すなわち黒色のスペードとクラブ、および赤色のハートとダイヤに分ける。次に2人のプレイヤーはそれぞれ一組のカードをシャッフルし、対戦相手に渡す。これが手札となり、各プレイヤーは裏向きの状態で保持する。そして自身の手札から4枚のカードを引き、表向きに並べてそれぞれの場札とする。
掛け声とともにゲームが開始され、この際にプレイヤーはそれぞれ1枚のカードを手札から引き、台札として中央に出す。掛け声の種類としては、「せーの」「セェーのセッ!」「イチ・ニ・サン!」「1、2の3!」などがある。
2枚ある台札の中に自身の場札と数字の上下いずれかが続くカードがあれば、プレイヤーはそれを上に重ねることができる。重ねられたカードが新たな台札となり、自身の場札の数が減ったプレイヤーは、その分のカードを手札から補充する。そして先に手札と場札をすべて使い切ったプレイヤーの勝利となるが、どちらのプレイヤーもカードを重ねることができなくなった場合は、再び掛け声とともにそれぞれ1枚のカードを手札から引き、表向きに出して新たな台札とする。
なおキングとエースについては、両者を連番とみなして使用することを認めるルールも存在する。またジョーカーを用いたルールもあり、この場合は各プレイヤーの手札に1枚ジョーカーが加えられ、場札となったジョーカーは台札の数字にかかわらず重ねることができ、台札となったジョーカーは手札として保持していたプレイヤーのみが任意のカードを重ねることができる。

## 人気
2012年に行われたマイナビニュース会員に対するアンケート調査では「好きなトランプゲーム」の5位となっており、2014年に行われた女性会員に対する調査でも5位となっている。2017年に行われたニフティによる調査では、「好きなトランプのゲームランキング」の10位となっている。また2018年に行われたgooランキングにおける調査では、「一番盛り上がるトランプゲーム」の3位となっている。